# Юнацька збірна Фінляндії з футболу (U-19)
Юнацька збірна Фінляндії з футболу (U-19) — національна футбольна збірна Фінляндії, що складається із гравців віком до 19 років. Керівництво командою здійснює Футбольна асоціація Фінляндії. До зміни формату юнацьких чемпіонатів Європи у 2001 році функціонувала як збірна до 18 років.
Головним турніром для команди є Юнацький чемпіонат Європи з футболу (U-19), успішний виступ на якому дозволяє отримати путівку на Молодіжний чемпіонат світу, у якому команда бере участь вже у форматі збірної U-20. Також може брати участь у товариських і регіональних змаганнях.

## Юнацький чемпіонат Європи з футболу (U-19)
| Рік   | Раунд                    |
| ----- | ------------------------ |
| 2002  | не кваліфікувалася       |
| 2003  | не кваліфікувалася       |
| 2004  | не кваліфікувалася       |
| 2005  | не кваліфікувалася       |
| 2006  | не кваліфікувалася       |
| 2007  | не кваліфікувалася       |
| 2008  | не кваліфікувалася       |
| 2009  | не кваліфікувалася       |
| 2010' | не кваліфікувалася       |
| 2011  | не кваліфікувалася       |
| 2012  | не кваліфікувалася       |
| 2013  | не кваліфікувалася       |
| 2014  | не кваліфікувалася       |
| 2015  | не кваліфікувалася       |
| 2016  | не кваліфікувалася       |
| 2017  | не кваліфікувалася       |
| 2018  | груповий етап            |
| 2019  | не кваліфікувалася       |
| 2020  | Скасовано через COVID-19 |
| 2021  | Скасовано через COVID-19 |
| 2022  | не кваліфікувалася       |
| 2023  | не кваліфікувалася       |
| 2024  | не кваліфікувалася       |
| 2025  | не кваліфікувалася       |